# ソビエト連邦作家同盟
ソビエト連邦作家同盟（ソビエトれんぽうさっかどうめい、ロシア語: Союз писателей СССР、英語: Soviet Union of Writers）は、1934年8月に結成されたソビエト連邦の文学者団体である。小説家・詩人・批評家・児童文学者など諸分野の作家を統合した。
1920年代のソビエト連邦では、ロシア・プロレタリア作家協会（ラップ）、未来派系の芸術左翼戦線(レフ）、同伴者系の全ロシア作家同盟などさまざまな傾向の文学者団体が活動していた。1932年4月のソビエト連邦共産党中央委員会決議により、ソビエト政権を支持する全作家は単一組織に再編成されることとなり、これらの団体は解散した。その後1934年8月第1回全ソ作家大会が開かれ、作家同盟が発足した。 
作家同盟は、スターリンの提唱した〈社会主義リアリズム〉を公式の創作方法として掲げた。これによりロシア・アヴァンギャルドは完全に命運を絶たれた。一方、スターリンに近過ぎた旧ラップの主要幹部らは大粛清により処刑されている。その後も、御用組織として反体制とみなした作家を追放するなど、ソ連文壇に君臨した。
作家同盟は1991年のソビエト連邦の崩壊を受け解散し、代わってロシア作家連合が結成され、現在に至っている。

## 関連文献
- 『第一回全ソ作家大会報告』ナウカ社、1934年
- 『第二回全ソ同盟ソヴェト作家大会報告』大月書店（国民文庫）1956年